# Maria Andrzej Gołębiowski

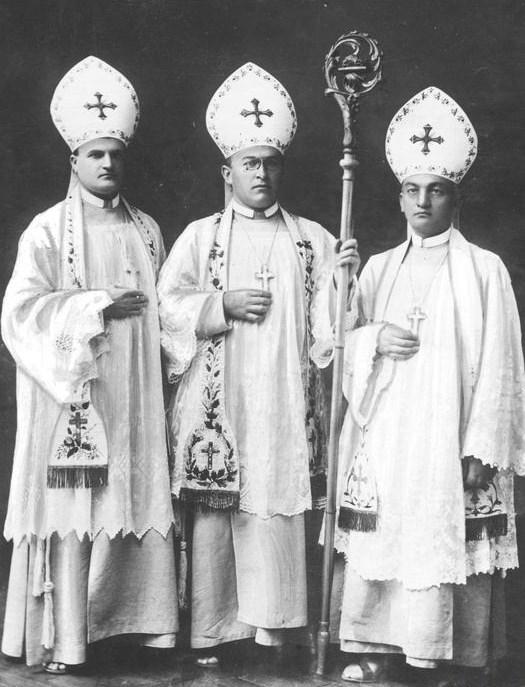
Od lewej: bp Roman M. Jakub Próchniewski, bp Jan M. Michał Kowalski, bp Leon M. Andrzej Gołębiowski.

Leon Maria Andrzej Gołębiowski (ur. 11 kwietnia 1867, zm. 20 marca 1933) – biskup Kościoła Starokatolickiego Mariawitów, pierwszy mariawicki biskup diecezji śląsko-łódzkiej i pierwszy w historii biskup sprawujący urząd w Łodzi.
Leon Gołębiowski urodził się w miejscowości Spice-Szelugi w powiecie pułtuskim, jako syn Jana i Pauliny. Mając 16 lat wstąpił do Seminarium Duchownego w Płocku, po ukończeniu którego jako wybitnie uzdolniony został skierowany do Akademii Duchownej w Petersburgu, którą ukończył w 1892 z tytułem magistra teologii.
Rok wcześniej otrzymał święcenia kapłańskie z rąk biskupa Michała Nowodworskiego w katedrze płockiej. Od 1892 pełnił funkcję profesora w płockim Seminarium Duchownym, będąc nominalnym administratorem parafii Kucice; był spowiednikiem w seminarium, ale nie pełnił funkcji ojca duchownego (takiej funkcji w seminarium płockim jeszcze wtedy nie było). W 1894 poznał założycielkę mariawityzmu, Marię Franciszkę Kozłowską, i jej posłannictwo objawione w Dziele Wielkiego Miłosierdzia przez Jezusa Chrystusa. W tym czasie wstąpił, jako jeden z pierwszych, do ukrytego Zgromadzenia Kapłanów Mariawitów. W 1903 przetłumaczył na język polski encyklikę papieża Leona XIII O Przenajświętszym Sakramencie (jest to drugie tłumaczenie na język polski), na mocy której kapłani mariawici szerzyli cześć Przenajświętszego Sakramentu. W 1903 był członkiem delegacji kapłanów mariawitów, która zawiozła papieżowi do zatwierdzenia treść objawień, jednak zanim delegacja dotarła do Rzymu, papież Leon XIII zmarł, a jego następca, Pius X, w 1906 nakazał rozwiązanie Zgromadzenia Kapłanów Mariawitów.
Ks. Gołębiowski za przynależność do mariawityzmu był szykanowany. Najpierw usunięto go z zajmowanego stanowiska profesora w seminarium, a następnie dyscyplinarnie przeniesiono na odległą parafię. W 1906, w czasie rozłamu pomiędzy Kościołem rzymskokatolickim a Kościołem Starokatolickim Mariawitów bp M. Andrzej Gołębiowski bez wahania pozostał przy mariawityzmie. 3 lutego 1907 bp Apolinary Wnukowski nakłada na ks. Leona Gołębiewskiego ekskomunikę za niepodporządkowanie się dekretowi Kongregacji Świętego Oficjum z 5 grudnia 1906. W tym czasie został proboszczem parafii w Łodzi, przy ul. Franciszkańskiej 27.
Od stycznia 1907 ks. M. Andrzej kierował redakcją tygodnika "Mariawita" oraz "Wiadomości Mariawickich", które wydawano we własnej drukarni w Łodzi aż do wybuchu I wojny światowej. 4 września 1910 otrzymał w Łowiczu sakrę biskupią z rąk bpa M. Michała Kowalskiego, współkonsekratorami byli biskupi starokatoliccy z Holandii; abp Gerard Gul z Utrechtu i bp Jan van Thiel z Haarlemu. Bp M. Andrzej bardzo boleśnie przeżył powrót swego pomocnika ks. Marksa do Kościoła rzymskokatolickiego i utratę dwóch kościołów w Łodzi - przy ul. Nawrot i Podleśnej (mariawickie obiekty sakralne były w owym czasie zapisywane na proboszczów).
Bp Gołębiowski pracował również jako organizator wielu placówek oświatowych i opiekuńczych dla ludzi biednych. Zmarł w 1933 w Łodzi. Współczesny mu biskup Maria Jakub Próchniewski we wspomnieniu pośmiertnym napisał: Znałem go od 1891 r. i muszę przyznać, że nigdy w niczym nie sprzeniewierzył się głosowi delikatnego sumienia, które szukało tego, co Bóg chce. Uprzejmy, gościnny, przyjacielski, śmiało dający świadectwo prawdzie, promieniował jedną żądzą - spełnienia nauki i wzoru, jakie nakreśliła mu bł. M. Franciszka.
Został pochowany w krypcie kościoła parafialnego pw. św. Franciszka z Asyżu przy ul. Franciszkańskiej 27 w Łodzi.